# Amt Ludwigslust-Land
L'Amt Ludwigslust-Land est un Amt de l'arrondissement de Ludwigslust-Parchim dans le Land de Mecklembourg-Poméranie-Occidentale, dans le Nord de l'Allemagne.

## Communes
1. Alt Krenzlin (771)
2. Bresegard bei Eldena (202)
3. Göhlen (331)
4. Groß Laasch (963)
5. Leussow (254)
6. Lübesse (705)
7. Lüblow (591)
8. Rastow (1 879)
9. Sülstorf (854)
10. Uelitz (427)
11. Warlow (492)
12. Wöbbelin (888)

## Source et références
- (de) Cet article est partiellement ou en totalité issu de l’article de Wikipédia en allemand intitulé « Amt Ludwigslust-Land » (voir la liste des auteurs).